# Dynit
Dynit, nota fino al 2004 come Dynamic Italia, è un editore italiano di anime e manga. 
Tra i principali clienti delle licenze detenute da Dynit vi sono Rai, De Agostini, Mediaset, Edizioni Master, Netflix, WarnerMedia, Walt Disney Television Italia, il portale VVVVID, la syndication Supersix e Amazon Prime Video.
Il logo di Dynit, creato dal designer di Granata Press Roberto Ghiddi, è lo stesso in uso dal 1996 ed è costituito da una D rossa stilizzata inserita all'interno di un cerchio di forma oculare con due triangoli uno sulla destra e l'altro sulla sinistra. Questo logo prima della perdita della licenza d'uso sul nome Dynamic si alternava al marchio Dynamic Italia (che era di un disegno diverso) sulle copertine dei manga e delle VHS e DVD pubblicati. Questo doppio uso era presente anche nelle sigle pubblicitarie che precedevano la visione del contenuto principale della VHS o DVD.

## Storia
La società fu fondata nel 1995 da Francesco Di Sanzo e Federico Colpi col nome Dynamic Italia sotto licenza Dynamic Planning, editore e produttore giapponese il cui nome è stato concesso a diverse filiali europee dell'azienda (oltre a Dynamic Italia vi erano, tra le altre, Dynamic Iberia operante nella penisola iberica e Dynamic Benelux detta anche Dynamic Visions operante in Belgio, Paesi Bassi, Lussemburgo e Francia).
Tutte queste società erano membri fino al 2004 del Dynamic Group of Companies (Europe), che costituiva la divisione internazionale della Dynamic Planning e dalla quale era controllata direttamente. Poi questa divisione si fuse con la d/world, una joint venture tra la Dynamic Planning e la Omega Project, una società sussidiaria della Marubeni, che con la sua uscita dal mercato degli anime nel 2003 provocò la liquidazione della d/world. Al suo posto fu fondata la d/visual, dove confluirono tutte le attività della d/world.
Nel 2002, in seguito a dei dissapori tra Federico Colpi (responsabile della d/world) e Francesco Di Sanzo (responsabile del settore video dell'azienda), quest'ultimo insieme a una parte dello staff Dynamic Italia decise di abbandonare l'azienda e fondare nel corso dell'anno una nuova società, la Shin Vision.
Subito dopo l'addio di Francesco Di Sanzo in Dynamic Italia, Federico Colpi prese le redini di d/visual e, tra i dipendenti rimasti, un ruolo chiave lo assunse Carlo Cavazzoni, che nell'arco di un breve tempo assunse nuovi membri nello staff e rilanciò l'azienda.
Nel 2003 la Dynamic Planning decise però lo scioglimento del Dynamic Group of Companies (Europe), e questo causò dei ritardi nel pagamento delle licenze che riguardavano il nome "Dynamic" da parte delle società europee alla Dynamic Planning. Così l'azienda giapponese, nel mese di aprile del 2004 decise di ritirare le licenze d'uso del proprio nome e la società dovette modificare il suo nome in Dynit, contrazione delle parole "Dynamic" e "Italia". Allo stesso modo, anche le altre filiali europee si adeguarono (Dynamic Benelux mutò nome in Dybex).
Oltre all'acquisizione di licenze di anime e manga per l'Italia, la società distribuisce in Italia anche i film prodotti dalla leggendaria RKO Pictures e detiene il marchio Ermitage Cinema, utilizzato per la distribuzione cinematografica in DVD e Blu-Ray.
Nell'aprile 2018 viene inaugurata la nuova collana Showcase dedicata a volumi unici e miniserie principalmente seinen e josei.

## Lista degli anime pubblicati in VHS
Attiva nel mercato VHS sotto il marchio Dynamic Italia fin dalla sua nascita, la loro pubblicazione venne progressivamente dismessa intorno al 2004, quando nel frattempo si stava sempre più affermando il DVD. Nei primissimi anni di attività pubblicò anche alcune serie già edite da Granata Press su licenza di Doro TV, ma a causa di disaccordi con quest'ultima la Dynamic perse i diritti di quei titoli che vennero poi rimossi dal catalogo. Molte delle serie pubblicate in VHS sono poi state successivamente ripubblicate in DVD con il marchio Dynit.
Le opere riportate nella seguente lista sono state pubblicate per la maggior parte sotto il marchio Dynamic Italia. Ad eccezione di ove indicato, tutte le opere sono presentate in versione integrale senza censure.
- Aika (OAV)
- Alexander - Cronache di guerra di Alessandro il Grande (serie TV)
- Angel Sanctuary (OAV)
- Armitage III (OAV)
- Armitage III: Poly-Matrix (film)
- Armitage III: Dual-Matrix (film)
- Babil Junior - La leggenda (OAV)
- Bem il mostro umano (serie TV)
- Blue Submarine No. 6 (OAV)
- Boogiepop Phantom (serie TV)
- Boys Be (serie TV)
- I Cavalieri dello Zodiaco (film)
- Chi ha bisogno di Tenchi? (OAV)
- Chi ha bisogno di Tenchi? Tenchi Muyo in Love (film)
- Chi ha bisogno di Tenchi? La vigilia dell'estate (film)
- Chi ha bisogno di Tenchi? Memorie lontane - Tenchi Muyo in Love 2 (film)
- I cieli di Escaflowne (serie TV)
- Il cielo azzurro di Romeo (serie TV)
- La città delle bestie incantatrici (film)
- City Hunter 3 (serie TV)
- City Hunter 91 (serie TV)
- Il club della magia! (OAV)
- Conan il ragazzo del futuro (serie TV)
- Cowboy Bebop (serie TV)
- Cutey Honey - La combattente dell'amore (OAV)
- Dai-Guard (serie TV)
- Danguard (serie TV, parziale)
- Daitarn 3 (serie TV)
- Il destino di Kakugo (OAV)
- Devil Lady (serie TV)
- Devilman - La genesi (OAV)
- Devilman - L'arpia Silen (OAV)
- Dimension Hunter Fandora (OAV)
- Dragon Ball (film)
- Dragon Ball GT (serie TV, riedizione delle VHS De Agostini)
- Dragon Ball Z - Le origini del mito (special TV)
- Dragon Ball Z - La storia di Trunks (special TV)
- Dr. Slump e Arale (film)
- Eat-Man (serie TV)
- El Hazard (OAV)
- Excel Saga (serie TV)
- Fire Emblem (OAV)
- Fire Force DNA Sights 999.9 (OAV)
- Final Fantasy - La leggenda dei cristalli (OAV)
- Fushigi yûgi - Il gioco misterioso (OAV)
- Galaxy Cyclone Bryger (serie TV)
- Gakusaver - Machine Shooting Star (OAV)
- Getter Robot - The Last Day (OAV)
- Ghost Sweeper Mikami - La resurrezione di Nosferatu (film)
- Giant Robot: Il giorno in cui la Terra si fermò (OAV)
- Golden Boy (OAV)
- Il Grande Mazinga contro Getta Robot (film)
- Il Grande Mazinga contro Getta Robot G (film)
- Great Teacher Onizuka (serie TV)
- Green Legend Ran (OAV)
- Guru Guru - Il girotondo della magia (serie TV)
- Hanappe Bazooka (OAV)
- Hand Maid May (serie TV)
- Harlock Saga - L'anello dei Nibelunghi e L'oro del Reno (OAV)
- Harmagedon - La guerra contro Genma (film)
- Hyper Doll - Mew & Mica the Easy Fighter (OAV)
- Iczelion (OAV)
- Idol Project (OAV)
- Inuyasha (serie TV, episodi dall'1 al 26)
- Ken il guerriero (serie TV, interrotta)
- Ken il guerriero - Il film (film)
- K.O. Century Beast III (OAV)
- Kojiro (due serie OAV e film)
- Il leone nero (film)
- Lady Oscar - Insieme per sempre[4] (film)
- Lupin III - All'inseguimento del tesoro di Harimao (special TV)
- Lupin III - Dead or Alive (film)
- Lupin III - Il mistero delle carte di Hemingway (special TV)
- Lupin III - Le profezie di Nostradamus (film)
- Lupin III - Il segreto del Diamante Penombra (special TV)
- Lupin III - Ruba il dizionario di Napoleone! (special TV)
- Lupin III - Spada Zantetsu, infuocati! (special TV)
- Lupin III - Tokyo Crisis (special TV)
- Lupin III - Walther P38 (special TV)
- Magical Girl Pretty Samy (OAV)
- Maison Ikkoku - Cara dolce Kyoko (serie TV, episodi dall'1 al 56)
- Maison Ikkoku Last Movie (film)
- Manie-Manie - I racconti del labirinto (film)
- Mars (OAV)
- Maps (OAV)
- Master Mosquiton (OAV)
- Mazinga Z contro Devilman (film)
- Mazinga Z contro il Generale Nero (film)
- Meremanoid - La leggenda delle profondità marine (serie TV)
- Il minatore dello spazio (OAV)
- Mobile Battleship Nadesico (serie TV)
- Nanako - Manuale di genetica criminale (serie TV)
- Nazca (serie TV)
- Neon Genesis Evangelion (serie TV)
- Neoranga - L'arcana divinità del mare del sud (serie TV, episodi dall'1 al 24; interrotta)
- NieA_7 (serie TV, episodi dall'1 al 5; interrotta)
- Night Warriors: Darkstalkers' Revenge (OAV)
- Nuku Nuku, l'invincibile ragazza gatto (prima serie OAV)
- Occhi di gatto (serie TV, entrambe le stagioni, versione televisiva)
- Oh, mia dea! (OAV)
- Orange Road (serie TV)
- Orange Road The Movie: ...e poi, l'inizio di quella estate... (film)
- Lo stregone Orphen (serie TV)
- Il paradiso delle dee (OAV)
- Il pazzo mondo di Go Nagai (OAV)
- Pet Shop of Horrors (OAV)
- Punta al Top! Gunbuster (OAV)
- Queen Emeraldas (OAV)
- Ranma ½ (serie TV, fino all'episodio 125, e OAV)
- Ranma ½: Le sette divinità della fortuna (film)
- Ranma ½: La sposa dell'isola delle illusioni (film)
- Ranma contro la leggendaria fenice (film)
- Saiyuki - La leggenda del demone dell'illusione (prima serie TV)
- Sakura Mail (OAV)
- Il Segno della Sirena (OAV)
- Serial Experiments Lain (serie TV)
- Le situazioni di Lui & Lei (serie TV)
- Shamanic Princess (OAV)
- Shin Getter Robot contro Neo Getter Robot (OAV, solo episodio 1; interrotta)
- Shutendoji (OAV)
- Spiriti & Affini S.r.l. - Società a razionalità limitata (OAV)
- Strange Dawn (serie TV)
- Street Fighter II V (serie TV)
- SuperDoll Rika-chan (serie TV)
- Super Gals! (serie TV, episodi dall'1 al 26)
- Tattoon Master (OAV)
- Tekken - The Animation (film)
- Trigun (serie TV)
- UFO Robot Goldrake contro il Grande Mazinga (film)
- UFO Robot Goldrake, il Grande Mazinga e Getta Robot G contro il Dragosauro (film)
- Wedding Peach DX (OAV)
- Zambot 3 (serie TV)

## Lista degli anime pubblicati in DVD e Blu-Ray
I DVD usciti sotto il marchio Dynamic Italia sono relativamente pochi, poiché l'azienda era attiva soprattutto nel mercato VHS. Molte delle serie precedentemente pubblicate in VHS sono state successivamente ripubblicate in DVD con il marchio Dynit.
Le opere riportate in entrambe le seguenti liste sono state pubblicate parzialmente sotto il marchio Dynamic Italia e parzialmente sotto il marchio Dynit. Tutte le opere sono senza censura.

### Dynamic Italia (dal 1995 al 2004)
- Aika (OAV)
- Alexander - Cronache di guerra di Alessandro il Grande (serie TV)
- Bem il mostro umano (serie TV)
- Blue Submarine No. 6 (OAV)
- Boogiepop Phantom (serie TV)
- Boys Be (serie TV)
- Chi ha bisogno di Tenchi? Memorie lontane - Tenchi Muyo in Love 2 (film)
- Cowboy Bebop (serie TV)
- I cieli di Escaflowne (serie TV)
- Excel Saga (serie TV)
- Golden Boy (OAV)
- Guru Guru - Il girotondo della magia (serie TV)
- Inuyasha (serie TV, episodi dall'1 al 34)
- La città delle bestie incantatrici (film)
- Le situazioni di Lui & Lei (serie TV)
- Lupin III - Spada Zantetsu, infuocati! (special TV)
- Neon Genesis Evangelion (serie TV)
- Pet Shop of Horrors (OAV)
- Ranma ½ (serie TV)
- Ranma contro la leggendaria fenice (film)
- Saiyuki - La leggenda del demone dell'illusione (prima serie TV)
- Serial Experiments Lain (serie TV)
- Shin Getter Robot contro Neo Getter Robot (OAV, solo episodio 1)
- Strange Dawn (serie TV)
- Tekken - The Animation (film)
- Trigun (serie TV)

### Dynit (dal 2004 al 2009)
- Alexander: the movie (film)
- Angel Sanctuary (OAV)
- Armitage III (OAV)
- Armitage III: Poly-Matrix (film)
- Armitage III: Dual-Matrix (film)
- Arzak Rhapsody
- Astrorobot contatto Ypsilon (serie TV)
- Ayashi no Ceres (serie TV)
- Barbapapà (serie TV)
- Babil Junior - La leggenda (OAV)
- Beck - Mongolian Chop Squad (serie TV)
- Bem II (OAV)
- Blue Submarine No. 6 (OAV)
- Boogiepop Phantom (serie TV)
- Brain Powerd (serie TV)
- Chi ha bisogno di Tenchi? (OAV)
- Chi ha bisogno di Tenchi? Tenchi Muyo in Love (film)
- Chi ha bisogno di Tenchi? La vigilia dell'estate (film)
- City Hunter (serie TV, tutte le stagioni)
- Il club della magia! (OAV)
- Code Geass: Lelouch of the Rebellion (serie TV, entrambe le stagioni)
- Conan il ragazzo del futuro (serie TV)
- Cosmowarrior Zero (serie TV)
- Cosmowarrior Zero Special (OAV)
- Cyber City Oedo 808 (OAV)
- Choujin Locke Mirror Ring
- Dai-Guard (serie TV)
- Daitarn 3 (serie TV)
- Daltanious - Il robot del futuro (serie TV)
- Demon City Shinjuku, la città dei mostri (OAV)
- Devil Lady (serie TV)
- Eat-Man (serie TV)
- Evangelion: 1.0 You Are (Not) Alone (film)
- Excel Saga - Animazione sperimentale insensata (serie TV)
- Il fantastico mondo di Paul (serie TV)
- Fire Force DNA Sights 999.9 (OAV)
- FLCL (OAV)
- Freedom (OAV)
- Full Metal Panic! The Second Raid (serie TV)
- Fushigi yûgi - Il gioco misterioso (OAV)
- Fushigi yûgi 2 - Il gioco misterioso (OAV)
- Great Teacher Onizuka (serie TV)
- Gear Fighter Dendoh (serie TV)
- Generator Gawl (serie TV)
- Gintama (serie TV, ep. 1-49)
- Ginguiser (serie TV)
- Gloyzer X (serie TV)
- Hand Maid May (serie TV)
- Harlock Saga - L'anello dei Nibelunghi e L'oro del Reno (OAV)
- Harmagedon - La guerra contro Genma (film)
- Hello Kitty (serie TV)
- Hello! Sandybell (serie TV)
- Hurricane Polimar (serie TV)
- Inuyasha (tutte le serie TV)
- Inuyasha the Movie - Un sentimento che trascende il tempo (film)
- Inuyasha the Movie - Il castello al di là dello specchio (film)
- Inuyasha the Movie - La spada del dominatore del mondo (film)
- Inuyasha the Movie - L'isola del fuoco scarlatto (film)
- Kakurenbo (OAV)
- Kenshin - Samurai vagabondo: The Movie (film)
- Kenshin samurai vagabondo - Memorie del passato (OAV)
- Kyashan - Il ragazzo androide (serie TV)
- Là sui monti con Annette (serie TV)
- La malinconia di Haruhi Suzumiya (serie TV)
- Locke the superman - The mirroring (OAV)
- Lovely Sara (serie TV)
- Lupin III - All'inseguimento del tesoro di Harimao (special TV)
- Lupin III: The Movie - Dead or Alive (film)
- Lupin III - Il mistero delle carte di Hemingway (special TV)
- Lupin III - Il segreto del Diamante Penombra (special TV)
- Lupin III - Ruba il dizionario di Napoleone! (special TV)
- Lupin III - Walther P38 (special TV)
- Magica DoReMi (serie TV)
- Manie-Manie - I racconti del labirinto (film)
- Mao Dante (serie TV)
- Michiko e Hatchin (serie TV)
- Mobile Suit Gundam (serie tv)
- Mobile Suit Gundam: Il contrattacco di Char
- Mobile Battleship Nadesico (serie TV)
- Mobile Battleship Nadesico The Movie - Il Principe Delle Tenebre (film)
- Nabari (serie TV)
- Nana (serie TV)
- Nanako - Manuale di genetica criminale (serie TV)
- Nazca (TV)
- Negadon - Il mostro venuto da Marte (film)
- Noein (serie TV)
- Oh, mia dea! (OAV)
- Lo stregone Orphen (serie TV)
- Otaku no Video (OAV)
- Platinumhugen Ordian (serie TV)
- Pet Shop of Horrors (OAV)
- Punta al Top! Gunbuster (OAV)
- Punta al Top 2! Diebuster (OAV)
- Queen Emeraldas (OAV)
- Ranma ½ (serie TV)
- Ranma ½: Le sette divinità della fortuna (film)
- Ranma ½: La sposa dell'isola delle illusioni (film)
- Revival of Evangelion (film)
- Riding Bean (OAV)
- Sakura Mail (OAV)
- School Rumble (serie TV)
- Shamanic Princess (OAV)
- Soul Taker (serie TV)
- La spada di King Arthur (serie TV)
- Spriggan (film)
- Strange Dawn (serie TV)
- Strawberry Egg (serie TV)
- Sfondamento dei cieli Gurren Lagann (serie TV)
- Super Gals! (serie TV, episodi dall'1 al 26)
- Tekkaman - Il cavaliere dello spazio (serie TV)
- Transformers 2010 (serie TV)
- L'invincibile robot Trider G7 (serie TV)
- Utena la fillette revolutionarie: the movie (film)
- X (serie TV)
- You're Under Arrest - The Movie (film)
- Zambot 3 (serie TV)

### Dynit (dal 2010 al 2014)
- Akira (film)
- Ano hana (serie TV)
- Black Rock Shooter (serie TV)
- Code Geass: Akito the Exiled (OAV)
- Dennō Coil (serie TV)
- Eureka Seven (serie TV)
- Escaflowne - The Movie (film)
- Evangelion: 1.0 You Are (Not) Alone (film)
- Evangelion: 2.0 You Can (Not) Advance (film)
- Evangelion: 3.0 You Can (Not) Redo (film)
- Fullmetal Alchemist (serie TV)
- Fullmetal Alchemist: Brotherhood (serie TV)
- Fullmetal Alchemist - The movie: Il Conquistatore di Shamballa (film)
- Fullmetal Alchemist - The movie 2: La Sacra Stella di Milos (film)
- Gundam Wing Endless Waltz (film)
- Gurren Lagann - The Movie I (film)
- Gurren Lagann - The Movie II (film)
- Ghost in the Shell (film)
- Ghost in the Shell 2 - Innocence (film)
- Ghost in the Shell: Stand Alone Complex (serie TV)
- Ghost in the Shell: S.A.C. Solid State Society (film)
- Il trenino Thomas (stagioni 1-7, 13-14)
- Inuyasha The Final Act (serie TV)
- La leggenda del serpente bianco (film)
- Last Exile (serie TV)
- Macross Plus (OAV)
- Mawaru-Penguindrum (serie TV)
- Mobile Suit Gundam F91 (film)
- Mobile Suit Gundam 0083: Stardust Memory (OAV)
- Mobile Suit Gundam The Origin (OAV)
- Mobile Suit Gundam Unicorn (OAV)
- Night Warriors: Darkstalkers' Revenge (OAV)
- Panda! Go, panda! (entrambi i film)
- Psycho-Pass (serie TV, solo la prima stagione)
- Puella Magi Madoka Magica (serie TV)
- Puella Magi Madoka Magica - Parte 1 - L'inizio della storia (film)
- Puella Magi Madoka Magica - Parte 2 - La storia infinita (film)
- Sailor Moon (serie TV)
- Sailor Moon R (serie TV)
- Sailor Moon S (serie TV)
- Sailor Moon Super S (serie TV)
- Sailor Moon Sailor Stars (serie TV)
- Sailor Moon R The Movie - La promessa della rosa (film)
- Sailor Moon S The Movie - Il cristallo del cuore (film)
- Sailor Moon SS The Movie - Il mistero dei sogni (film)
- Soul Eater (serie TV)
- Toradora! (serie TV)
- Trigun: Badlands Rumble (film)
- Una lettera per Momo (film)
- Wolf Children - Ame e Yuki i bambini lupo (film)

### Dynit (dal 2014 al 2019)
- 5 cm al secondo (film)
- Death Billiards (OAV)
- Death Note (serie TV)
- Death Parade (serie TV)
- Drifters (serie TV)
- Fate/stay night: Unlimited Blade Works (serie TV, entrambe le stagioni)
- Fate/stay night: Heaven's Feel - I. presage flower (film)
- Fate/stay night: Heaven's Feel - II. lost butterfly (film)
- Ghost in the Shell: Arise (OAV)
- Hellsing (serie TV)
- Hellsing Ultimate (OAV)
- I bambini che inseguono le stelle (film)
- Il giardino delle parole (mediometraggio)
- In questo angolo di mondo (film)
- Kill la Kill (serie TV)
- Kiseiju - L'ospite indesiderato (serie TV)
- L'attacco dei giganti (serie TV[5], prime tre stagioni)
- L'attacco dei giganti il film - parte 1: L'arco e la freccia cremisi (film)
- L'attacco dei giganti il film - parte 2: Le ali della libertà (film)
- L'attacco dei giganti il film - parte 3: L'urlo del risveglio (film)
- La forma della voce - A Silent Voice (film)
- Mirai (film)
- Mobile Suit Gundam Thunderbolt - December Sky (film)
- Mobile Suit Gundam Thunderbolt - Bandit Flower (film)
- My Hero Academia (serie TV, prime due stagioni)
- My Hero Academia: Two Heroes (film)
- Oltre le nuvole, il luogo promessoci (film)
- One-Punch Man (serie TV, prima stagione)
- Penguin Highway (film)
- Prison School (serie TV)
- Puella Magi Madoka Magica - Parte 3 - La storia della ribellione (film)
- Somalia94 - Il caso Ilaria Alpi (mediometraggio)
- Someone's Gaze (cortometraggio)
- Star Blazers 2199 (Serie TV)
- Star Blazers 2199 The Movie - Odyssey of the Celestial Ark (film)
- Steins;Gate (serie TV)
- Steins;Gate: The Movie - Load Region of Déjà Vu (film)
- Sword Art Online (serie TV, prime stagioni)
- Sword Art Online Extra Edition (film)
- Sword Art Online: Ordinal Scale (film)
- Sword Art Online Alternative: Gun Gale Online (serie TV)
- Sword of the Stranger (film)
- The Dragon Dentist (serie TV)
- The Promised Neverland (serie TV, prima stagione)
- The Wonderland (film)
- Tokyo Ghoul (serie TV, tutte le stagioni e gli OAV)
- Voglio mangiare il tuo pancreas (film)
- Your Name. (film)
- Yu-Gi-Oh!: The Dark Side of Dimensions (film)

### Dynit (dal 2020 a oggi)
- Bleach (serie TV)
- Case File nº221: Kabukicho (serie TV)
- City Hunter: Private Eyes (film)
- Cowboy Bebop - Il film (film)
- Demon Slayer (serie TV)
- Demon Slayer - Il treno Mugen (film)
- Evangelion: 3.0+1.0 Thrice Upon a Time (film)
- Fate/stay night: Heaven's Feel - III. spring song (film)
- Goblin Slayer (serie TV)
- Goblin Slayer Goblin's Crown (film)
- Hunter x Hunter (serie TV 2011)
- I figli del mare (film)
- Jujutsu Kaisen 0 (film, in collaborazione con Crunchyroll)
- Kemono jihen (serie tv)
- Kemono Michi: Rise Up (serie TV)
- L'attacco dei giganti (serie tv, quarta stagione)
- La fortuna di Nikuko (film)
- Made in Abyss (serie TV, entrambe le stagioni)
- Made in Abyss The Movie: Dawn of Deep Soul (film)
- My Hero Academia (serie tv, dalla terza stagione)
- My Hero Academia: Heroes Rising (film)
- My Hero Academia: World Heroes' Mission (film)
- One-Punch Man (serie TV, seconda stagione)
- Promare (film)
- Redline (film)
- Ride Your Wave (film)
- Seven Days War (film)
- Steins;Gate 0  (serie TV)
- Sword Art Online (serie TV, dalla quarta stagione)
- Sword Art Online Progressive: Aria of a Starles Night (film)
- Sword Art Online Progressive: Scherzo of Dark Dusk (film)
- The Promised Neverland (serie TV, seconda stagione)
- Weathering with You (film)

## Lista dei live action pubblicati in DVD

### Dynit
- 4bia (film)
- 1814 (film)
- Adolescenza Torbida - Susana (film)
- Age of Dinosaurs (film)
- Agitator (film)
- L'Albero dei Desideri (film)
- Oblomov (film)
- Alla Mia Cara Mamma Nel Giorno Del Suo Compleanno (film)
- Americanizzando Shalini (film)
- Amico tra i nemici, nemico tra gli amici (film)
- Anche i boia muoiono (film distribuito tramite la controllata Ermitage Cinema)
- L'angelo sterminatore (film)
- Animal 2 (film)
- Anime in delirio (film)
- Asik Kerib - Storia di un ashug innamorato (film)
- Astrópía (film)
- A Kind of Amerika (film)
- A Kind of Amerika 2 (film)
- A mezzanotte possiederò la tua anima (film)
- Attacco a Leningrado (film)
- O Ritual dos Sádicos (film)
- Berlino - Sinfonia di una grande città (docu-film distribuito tramite la controllata Ermitage Cinema)
- Body (film)
- The Body (film)
- Capitan America (film)
- Chi ha ucciso Bella Shermann? (film)
- Cime Tempestose (film)
- Cinque serate (film)
- Clandestinos (film)
- Come Sweet Death (film)
- Coming Soon (film)
- Crows Zero (film)
- Crows Zero II (film)
- Dark Woods - La foresta misteriosa (film)
- Dead or Alive (film)
- Dead or Alive 2: Birds (film)
- Dead or Alive: Final (film)
- Death Note - Il film (film[6])
- Death Note - Il film - L'ultimo nome (film)
- Death Note - Il film - Illumina il nuovo mondo (film)
- Detour (film)
- Dr. Jekyll and Mr. Hyde (film)
- Destino (distribuito tramite la controllata Ermitage Cinema)
- Il delitto Matteotti (film)
- Dieci piccoli indiani (distribuito tramite la controllata Ermitage Cinema)
- Duello sulla Sierra Madre (film)
- El Cantante (film)
- Embodiment Of Evil (film)
- Enrico V (film)
- Estasi di un delitto (film)
- Father Frost (film)
- Fiamma d'amore (film)
- Fra la gente (film)
- Freaks (film distribuito tramite la controllata Ermitage Cinema)
- Frou Frou - Perduta per amore (film)
- Frozen - Gelido (film)
- Fuoco di paglia (film)
- Garo (serie TV, solo prima stagione)
- Gli uomini della notte (film)
- Giochi proibiti (film distribuito tramite la controllata Ermitage Cinema)
- Gran Casinò (Tampico) (film)
- Graveyard of Honor (film)
- Hallucinations of a Deranged Mind (film)
- Hellish Flesh (film)
- Ho camminato con uno zombi (film)
- Hope (film)
- Ichi the Killer (film)
- Il castello degli spettri (film distribuito tramite la controllata Ermitage Cinema)
- I cavalieri di Ekebù (distribuito tramite la controllata Ermitage Cinema)
- Il bacio della pantera (film)
- Il giglio nero (distribuito tramite la controllata Ermitage Cinema)
- Il giglio nelle tenebre (distribuito tramite la controllata Ermitage Cinema)
- Il magnifico Spanley (film)
- Il massacro di Fort Apache (film)
- Il prezzo di Hollywood (film)
- Il re dei re (distribuito tramite la controllata Ermitage Cinema)
- Il trio infernale (film distribuito tramite la controllata Ermitage Cinema)
- Ingenui perversi (film)
- Innamorarsi a Pechino (film)
- Inugami (film)
- Irène (film)
- Isola: La tredicesima personalità (film)
- I figli della violenza (film)
- Il bacio della morte (film)
- Il bandito della Casbah (film)
- Il bruto (film)
- Il fascino discreto della borghesia (film)
- Il fiume rosso (film distribuito tramite la controllata Ermitage Cinema)
- Il fuggiasco (film)
- Il giorno dell'ira (film)
- Il porto delle nebbie (film)
- Il Primo di Agosto (film)
- Il truffatore (film)
- Intolleranza: Simon del deserto (film)
- Il vincente (film)
- Juncture (film)
- Just Business (film)
- Just Sex and Nothing Else (film)
- King Kong (film)
- Konyec - Pensionati alla riscossa (film)
- L'avventura impossibile (film distribuito tramite la controllata Ermitage Cinema)
- L'illusione viaggia in tranvai (film)
- L'immortale (film)
- L'infanzia di Gorki (film)
- Ikisudama - L'ombra dello spirito (film)
- L'uomo con la macchina da presa (film distribuito tramite la controllata Ermitage Cinema)
- L'urlo (film)
- La banda dei cinque (serie TV)
- La bestia in calore (film)
- La casa nel vento dei morti (film)
- La figlia dell'inganno (film)
- La fine di San Pietroburgo (film distribuito tramite la controllata Ermitage Cinema)
- La leggenda della fortezza di Suram (film)
- La leggenda di Liliom (film)
- La lunga marcia (film)
- La madre (distribuito tramite la controllata Ermitage Cinema)
- La moglie del fattore (film)
- La moneta insanguinata (film)
- La morte risale a ieri sera (film)
- La neve non si scioglierà mai (film)
- La regina Kelly (film distribuito tramite la controllata Ermitage Cinema)
- La stregoneria attraverso i secoli (film distribuito tramite la controllata Ermitage Cinema)
- La supplica (film)
- Le avventure di Robinson Crusoe (film)
- Le mie università (film)
- Le ombre degli avi dimenticati (film)
- Le rive della morte (film)
- La strada scarlatta (film)
- Ley Lines (film)
- Lui (film)
- Lo sconosciuto (distribuito tramite la controllata Ermitage Cinema)
- La via senza gioia (film distribuito tramite la controllata Ermitage Cinema)
- Mercenarie (film)
- Metropia (film anime)
- Metropolis (film) (pubblicato tramite la controllata Ermitage Cinema)
- Michele Strogoff (serie tv)
- Monster Thursday (film)
- Nascita di una nazione (film distribuito tramite la controllata Ermitage Cinema)
- Nazarín (film)
- Never-Ending Man: Hayao Miyazaki (film)
- Noelle (film)
- Nosferatu il vampiro (film distribuito tramite la controllata Ermitage Cinema)
- Numero diciassette (film)
- Nymphs (serie TV)
- Olympia (distribuito tramite la controllata Ermitage Cinema)
- Ombre rosse (film distribuito tramite la controllata Ermitage Cinema)
- Parcheggio scaduto (film)
- Partitura incompiuta per pianola meccanica (film)
- Pentimento (film)
- Persona (film)
- Pretty Persuasion (film)
- Princess Blade (film)
- Quarto potere (film)
- Queer as Folk (serie TV)
- Rainy Dog (film)
- Requiem - Il festival dei morti (film)
- Reykjavík-Rotterdam (film)
- Ricatto (film)
- Ricco e strano (film)
- River Monsters (documentario, prima stagione)
- Salita al cielo (film)
- Schiava d'amore (film)
- Scontri stellari oltre la terza dimensione (film)
- Senza Testimoni (film)
- Senza tetto né legge (film)
- Shadow of the Sword - La leggenda del carnefice (film)
- Shangri-La (film)
- Shark Week (film)
- Shinjuku Triad Society (film)
- Shin Godzilla (film)
- Silentium (film)
- Space Battleship Yamato (film)
- St. John's Wort - Il fiore della vendetta (film)
- Stimulantia (film)
- Strange Hostel of Naked Pleasures (film)
- Lo strano mondo di Coffin Joe (film)
- Super - Attento crimine!!! (film)
- Sukiyaki Western Django (film)
- Tabarin di lusso (film)
- Tabù (film)
- Telling Lies (film)
- The Bone Man – L'Uomo delle Ossa (film)
- The City of Lost Souls (film)
- The Eleventh Child (film)
- The End of Man (film)
- The Guys from Paradise (film)
- The Jewel Thief (film)
- The House Next Door (film)
- The King Maker (film)
- The Man from the Embassy (film)
- Ring (film)
- Ring 0: The Birthday (film)
- Ring 2 (film)
- The Sign of the City (film)
- The Shock Labyrinth: Extreme 3D (film)
- The Spiral (film)
- The Unforgettable (film)
- Tokyo Ghoul - Il film (film)
- Tristana (film)
- Trivial - Scomparsa a Deauville (film)
- Tutto a posto e niente in ordine (film)
- Una donna senza amore (film)
- Under the Mountain (film)
- Uzumaki (film)
- Vampire Party (film)
- Vinci per me! (film)
- Viridiana (film)
- Yankee (film)
- Yin-Yang Master (film)
- Zero in condotta (distribuito tramite la controllata Ermitage Cinema)

## Lista dei manga pubblicati

### Dynamic Italia (dal 1995 al 2004)
- Be Free!
- Black Jack
- Cowboy Bebop
- Deadman
- Il destino di Kakugo
- Devilman
- Excel Saga - Fumetto sperimentale insensato (serie interrotta all'undicesimo volume)
- Fatal Fury 2 - La leggenda dei lupi famelici
- Gals!
- Getter Robot G
- Golden Boy
- Guru Guru - Il girotondo della magia (serie interrotta al nono volume)
- Hellsing
- Jeeg robot d'acciaio
- Koudelka
- Mao Dante
- MazinSaga
- Record of Lodoss War - La guerriera di Pharis
- Le situazioni di Lui & Lei
- SuperDoll Rika-chan
- Trigun
- Trigun Maximum
- Utena la fillette révolutionnaire - The Movie: Apocalisse adolescenziale
- Violence Jack
- Violence Jack - Storie dall'inferno
- Koudelka
- Kugutsu - Il teatro dei demoni

### Dynit (dal 2004 a oggi)
- 36°C  di Yukiko Gotou
- Andante di Miho Obana
- Avrei voluto dirti grazie di Yukari Takinami
- Bad Company di Tōru Fujisawa
- Be Free! di Tatsuya Egawa
- Beck di Harold Sakuishi
- Café Kichijoji de
- Cocoon di Machiko Kyō
- Cowboy Bebop
- Crayon Shin-chan Best Selection di Yoshito Usui
- Deadman
- Deep Clear di Miho Obana
- Il destino di Kakugo
- Emma
- Eensy Weensy
- Excel Saga - Fumetto sperimentale insensato (interrotto all'undicesimo volume)
- Fatal Fury 2 - La leggenda dei lupi famelici
- Forget Me Not di Kenji Tsuruta
- Fruits Basket di Natsuki Takaya (ripubblicato da Planet Manga)
- Futari Etchi (interrotto al venticinquesimo volume)
- Gereksizdi Minoru Furuya
- Getenrou di Ishiguro Masakazu
- Gli stolti odiano il rosso di Natsume Ono
- Great Teacher Onizuka di Tōru Fujisawa
- GTO: Shonan 14 Days di Tōru Fujisawa
- GTO Paradise Lost di Tōru Fujisawa
- Hana-Kimi (manga) di Hisaya Nakajo
- Hell Baby
- Hellsing
- Helter Skelter
- Hokkyoku Dept Store di Tsuchika Nishimura
- Holiday Junction di Shinzō Keigo
- Honey Bitter di Miho Obana
- Hot Road di Taki Tsumugi
- Il bambino di dio
- Il canto delle stelle di Natsuki Takaya
- Il diario di Hanako di Machiko Kyō
- Il giocattolo dei bambini di Miho Obana
- Il giocattolo dei bambini Special - La villa dell'acqua
- Il gusto di Emma di Emmanuelle Maisonneuve, Julia Pavlowitch e Kan Takahamaa
- Ino-Head Gargoyle
- Insufficient Direction di Moyoco Anno
- Kafka Classics in Comics dei Nishioka Kyoudai e Franz Kafka
- L'amante di Kan Takahama
- L'isola dei cani di Minetarō Mochizuki e Wes Anderson
- L'isola errante di Kenji Tsuruta
- L'uccellino azzurro
- L'ultimo volo della farfalla di Kan Takahama
- L'uomo in fuga di Natsume Ono
- La donna degli udon di Est Em
- La fossa dei ribelli di Mario Tamura
- La leggenda oscura di Daijirou Morohoshi
- La villa dell’acqua di Miho Obana
- Lei e il suo gatto di Tsubasa Yamaguchi e Makoto Shinkai
- Le théathre de A di Asumiko Nakamura
- Le théathre de B di Asumiko Nakamura
- Le situazioni di Lui & Lei di Masami Tsuda
- Liselotte e la foresta delle streghe di Natsuki Takaya
- Love + Dessin di Satoru Hiura
- Love My Life di Ebine Yamaji
- Mamma di Ikebe Aoi
- Memorie di un ragazzo per bene di Moyoco Anno
- Miss Hokusai di Hinako Sugiura
- Nostalgia di Masami Tsuda
- Obana Trilogy di Miho Obana
- Ororon the devil di Hakase Mizuki
- Our Summer Holiday di Kaori Ozaki
- Partner di Miho Obana
- Pink[non chiaro]
- Pretty di Pink (Shi-Hyun Ha)
- Ristorante Paradiso di Natsume Ono
- Rose Hip Rose di Tōru Fujisawa
- Saiyuki di Kazuya Minekura
- Saiyuki Reload di Kazuya Minekura
- Saiyuki Reload Blast di Kazuya Minekura
- Saiyuki Gaiden di Kazuya Minekura
- Sakuran di Moyoco Anno
- Saturn Return di Akane Torikai
- Shonan Junai Gumi di Tōru Fujisawa
- Shonan Seven di Tōru Fujisawa
- Sogno e illusione di Natsuki Takaya
- Sotto un cielo di collant di Shun Umezawa
- Stigma di Kazuya Minekura
- Tokyo Alien Bros. di Shinzō Keigo
- Tokyo Kaido di Mochizuki Minetarō
- Trigun di Yasuhiro Nightow (ripubblicato da Planet Manga)
- Trigun Maximum di Yasuhiro Nightow (interrotto al nono volume, ripubblicato in seguito da J-POP)
- Umwelt di Daisuke Igarashi
- Undercurrent di Tetsuya Toyoda
- Underwater di Yuki Urushibara
- Visione d'inferno di Hideshi Hino
- Voglio mangiare il tuo pancreas di Yoru Sumino e Idumi Kirihara
- Yotsuba &! di Kiyohiko Azuma (interrotto al quinto volume, ora pubblicato da Star Comics)
- Zankyo
- Zenryaku, zenshin no kimi e di Akane Torikai
- Mingo - non pensare che tutti gli italiani siano popolari con le ragazze di Peppe (fumettista)
- PPPPPP di Mapollo 3

## Anime al Cinema
Il progetto Anime al Cinema nasce dalla collaborazione tra Dynit e Nexo Digital, e consiste nel portare i film d'animazione giapponesi (anche OAV e live action) al cinema per uno/due/tre giorni infrasettimanali (lunedì, martedì e mercoledì) o nel weekend (venerdì, sabato e domenica). Gli eventi sono sponsorizzati da Radio Deejay, Lucca Comics & Games, Milano Manga Festival, MYmovies.it, MTV e VVVVID. Dal 2022 Dynit e Nexo Digital collaborano anche con Crunchyroll. Dal 2024, Nexo Digital non collabora più con Dynit ma con Yamato Video.

### Prima stagione (2013)
- 29 maggio 2013: Akira
- 26 giugno 2013: Puella Magi Madoka Magica - Parte 1 - L'inizio della storia
- 4 settembre 2013: Evangelion Night (Evangelion: 1.0 You Are (Not) Alone e Evangelion: 2.0 You Can (Not) Advance)
- 25 settembre 2013: Evangelion: 3.0 You Can (Not) Redo
- 13 novembre 2013: Wolf Children - Ame e Yuki i bambini lupo

### Seconda stagione (2014)
- 11 e 12 marzo 2014: Ghost in the Shell Night (Ghost in the Shell 2.0 e Ghost in the Shell 2 - Innocence)
- 2 aprile 2014: Ghost in the Shell: Arise (Episodi 1 e 2)
- 15 e 16 aprile 2014: Space Battleship Yamato
- 21 maggio 2014: Il giardino delle parole (preceduto dal cortometraggio Someone's Gaze e seguito da uno speciale making of)
- 2 luglio 2014: Puella Magi Madoka Magica - Parte 3 - La storia della ribellione
- 22 e 23 novembre 2014: Vicky il Vichingo - Il film

### Terza stagione (2015)
- 12 e 13 maggio 2015: L'attacco dei giganti il film - parte 1: L'arco e la freccia cremisi
- 23 e 24 giugno 2015: Mobile Suit Gundam The Origin (Episodio 1, seguito da uno speciale making of)
- 7 e 8 luglio 2015: Ghost in the Shell: Arise (Episodi 3 e 4)
- 1º e 2 settembre 2015: L'attacco dei giganti il film - parte 2: Le ali della libertà

### Quarta stagione (2017)
- dal 23 al 25 gennaio 2017: Your Name.
- dal 10 al 12 marzo 2017: Yu-Gi-Oh!: The Dark Side of Dimensions
- 11 e 12 aprile 2017: Oltre le nuvole, il luogo promessoci
- 16 e 17 maggio 2017: Mobile Suit Gundam Thunderbolt - December Sky
- 13 e 14 giugno 2017: Sword Art Online - The Movie: Ordinal Scale

### Quinta stagione (2017)
- 19 e 20 settembre 2017: In questo angolo di mondo
- 24 e 25 ottobre 2017: La forma della voce - A Silent Voice
- 14 novembre 2017: Never-Ending Man: Hayao Miyazaki

### Sesta stagione (2018)
- 13 e 14 febbraio 2018: Fate/stay night: Heaven's Feel I. presage flower
- 6 e 7 marzo 2018: Tokyo Ghoul - Il film
- 18 aprile 2018: Akira (con nuovo doppiaggio italiano)

### Settima stagione (2018/2019)
- dal 15 al 17 ottobre 2018: Mirai
- 20 e 21 novembre 2018: Penguin Highway
- dal 21 al 23 gennaio 2019: Voglio mangiare il tuo pancreas

### Ottava stagione (2019)[7]

#### Prima parte
- 23 e 24 marzo 2019: My Hero Academia: Two Heroes
- dal 13 al 15 maggio 2019: 5 cm al secondo
- 18 e 19 giugno 2019: Fate/stay night: Heaven's Feel - II. lost butterfly

#### Seconda parte
- dal 2 al 4 settembre 2019: City Hunter: Private Eyes
- dal 14 al 16 ottobre 2019: Weathering with You
- dal 2 al 4 dicembre 2019: I figli del mare

### Nona stagione (2020)[8][9]
- dal 3 al 5 febbraio 2020: Promare

### Decima stagione (2021)
- dal 28 al 30 giugno 2021:  Evangelion Death(true)² e The End of Evangelion
- dal 18 al 21 novembre 2021:  My Hero Academia: World Heroes' Mission

### Undicesima stagione (2022)
- dal 17 al 19 gennaio 2022: Demon Slayer - Il treno Mugen
- dal 4 al 6 aprile 2022: Sword Art Online Progressive: Aria of a Starless Night
- dal 16 al 18 maggio 2022: La fortuna di Nikuko
- dal 9 al 15 giugno 2022: Jujutsu kaisen 0 (in collaborazione con Crunchyroll)
- dal 12 al 14 settembre 2022: Evangelion: 3.0+1.0 Thrice Upon a Time (con nuovo doppiaggio)
- dal 14 al 16 novembre 2022:  Sword Art Online Progressive: Scherzo of Dark Dusk

### Dodicesima stagione (2023)
- dal 14 al 15 marzo 2023: Akira
- dal 23 al 24 maggio 2023: Il giardino delle parole e Your Name.